# Werratalbrücke (B 62)

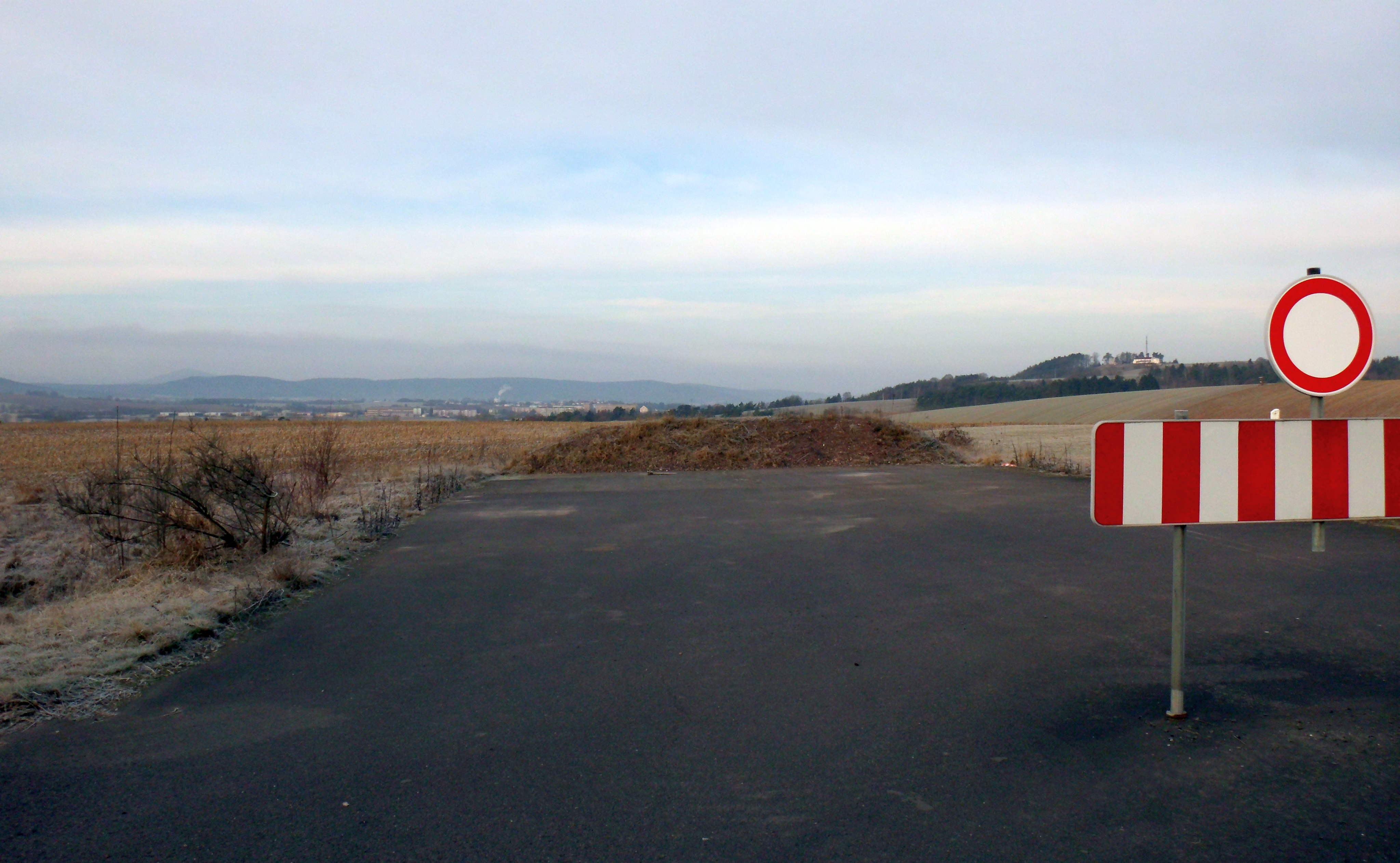
Hier soll die Werraquerung entstehen – Blick nach Bad Salzungen

Die Werratalbrücke der Bundesstraße 62 ist ein geplantes Bauwerk über das Werratal bei Bad Salzungen. Der Baubeginn der etwa 40 Millionen Euro teuren und im Bundesverkehrswegeplan aufgeführten Brücke war für 2015 vorgesehen.
Mit dem ersten Preis eines Realisierungswettbewerbes wurde Anfang 2012 eine Stahlverbundkonstruktion mit unten liegender Fahrbahnplatte und Stützweiten von maximal 120 Metern ausgezeichnet.
Nach Fertigstellung wird die Brücke mit einer Länge von rund 1600 m die Autobahnbrücke der A 71 bei Meiningen als längste Straßenbrücke Thüringens übertreffen.

## Geschichte
Nachdem schon in den ersten Jahren nach der Wende mit dem ersten Bauabschnitt der Ortsumgehung Bad Salzungen begonnen wurde und die Bundesstraße 62 aus der engen Innenstadt von Bad Salzungen herausgenommen werden konnte, gestaltete sich die Fortführung quer durch das Werratal mit Herstellung der Verbindung zur Bundesstraße 19 schwierig.
Bei der Planung der Brücke standen sich finanzielle Gesichtspunkte sowie die Ansichten der Naturschützer konträr gegenüber. Die einfachste Variante, ein Damm quer durch das Werratal mit einer kleinen Brücke zur Werraüberführung hätte einen empfindlichen Naturraum zerschnitten. In den betroffenen Feuchtwiesen, welche an ein Kiesabbaufeld angrenzen, wurde zwischenzeitlich das Vorkommen des Wachtelkönigs bestätigt. Des Weiteren konnte ein ausreichender Wasserabfluss in Zeiten eines Werrahochwassers (siehe Hochwasser 1909) nicht uneingeschränkt nachgewiesen werden.
Mit den verschiedenen Randbedingungen, die abzuwägen waren, stiegen die geplanten Baukosten, so dass sich eine Realisierung immer weiter verzögerte. Die Brücke soll in Bad Salzungen in Höhe der Rettungswache des Deutschen Roten Kreuzes beginnen, die jetzige Bundesstraße 62, die Gleisanlagen der Werrabahn und die Werra überqueren und schließlich in Höhe der Abfahrt Barchfeld-Nord in die B 19 einmünden.
Im Februar 2015 wurde das Planfeststellungsverfahren neu gestartet. Im Ende 2016 geänderten Fernstraßenausbaugesetz ist die Brücke als Teil des 5. Bauabschnitts der Ortsumfahrung Bad Salzungen zusammen mit dem in Bau befindlichen 4. Bauabschnitt (Kaiseroda, Leimbach) in die Kategorie laufend und fest disponiert eingeordnet. Nach Informationen der Südthüringer Zeitung hätte das Planfeststellungsverfahren im Laufe des Jahres 2017 abgeschlossen werden sollen. Im Planfeststellungsverfahren lagen Unterlagen einer Planänderung bis Mitte Februar 2019 aus. Der Planfeststellungsbeschluss ist am 15. Mai 2020 ergangen. Laut Südthüringer Zeitung ist der Baubeginn für 2026 vorgesehen. Laut Informationen der Südthüringer Zeitung vom 1. Februar 2023 ist auf Grund der erfolgten Baugrunduntersuchung und der gestiegenen Kosten ein Baubeginn weiter fraglich.